# فيزمور
فيزمور (بالألمانية: Wiesmoor) هي بلدة ألمانية تقع في سكسونيا السفلى في ألمانيا. يقدر عدد سكانها بـ 13,128 نسمة .